# Sternatia
Sternatia est une commune italienne de la province de Lecce, dans la région des Pouilles.

## Caractéristiques linguistiques
Sternatia fait partie de la Grèce salentine où on parle encore un dialecte d'origine grecque, le Grìko.

## Administration
| Période                                  | Période  | Identité         | Étiquette | Qualité |
| ---------------------------------------- | -------- | ---------------- | --------- | ------- |
| 15 juin 2004                             | En cours | Patrizia Villani |           |         |
| Les données manquantes sont à compléter. |          |                  |           |         |

### Communes limitrophes
Caprarica di Lecce, Martignano, San Donato di Lecce, Soleto, Zollino.